# Rubrik
En rubrik är en kort text, som vanligen består av ett fåtal väl valda ord. Den fungerar som en mycket kort sammanfattning eller redogörelse för det innehåll som följer i den efterföljande texten.
Oftast skrivs rubriker i en annan stil, exempelvis i kursiv stil, med kapitäler eller i ett annat teckensnitt, för att lättare kunna urskiljas från brödtexten (den löpande texten).
Ordet härrör från romartiden då man rödfärgade rubrikerna i lagarna. "Röd" heter på latin "ruber". Samma härledning gäller för "rubel" och "rubin". Själva ordet rubrik har funnits i svenskan sedan 1740.

## Tidningsrubriker
En tidningsrubrik skiljer sig från rubriker i många andra sammanhang i det att den inte bara ska sammanfatta innehållet i en artikel utan också locka till läsning. Därmed vill rubriksättaren skruva eller vinkla rubriken så hårt som möjligt, utan att för den sakens skull göra avkall på sanningen. Rubriksättning utsätts ofta för kritik i modern journalistik. 
I tidningsvärlden är det i regel en redigerare som slutligen avgör vilken rubrik en artikel ska ha, snarare än den reporter som skrivit texten. Detta görs för att rubrikens formulering är tätt sammankopplad med tidningssidans formgivning. Det kan emellertid få effekten att rubriken inte blir korrekt och inte har täckning i artikeltexten.

## Exempel
| Att skriva rubriker Rubriker ska vara korta och koncisa, och fungera som en kort sammanfattning till den text som följer. Oftast skrivs rubriker i en annan stil, för att lättare kunna urskiljas från resten av texten. Underrubriker Ibland brukas även underrubriker. Dessa urskiljer och delar in en särskild del av texten med liknande innehåll ytterligare. Underrubriker skrivs i regel i mindre stil än huvudrubriken, för att tydligare kunna underordnas denna. Numrerade rubriker Rubriker kan även vara numrerade, för att man lättare ska kunna urskilja särskilda delar som i grunden hör till samma huvudrubrik. Detta kan göras på följande vis: 1 Huvudrubrik A 1.1 Underrubrik A 1.1.1 Under-underrubrik A 2 Huvudrubrik B 2.1 Underrubrik B 2.1.1 Under-underrubrik B 2.2 Underrubrik C 2.2.1 Under-underrubrik C 2.3 Underrubrik D etc... |